# Jürgen Goldschmidt
Jürgen Goldschmidt (ur. 21 czerwca 1961 w Forst, Łużyce) jest niemieckim politykiem (FDP), a od 2007 do 2015 r. burmistrzem miasta Forst.
W latach 1983–1986 Goldschmidt studiował inżynierię lądową na Uniwersytecie Technicznym w Dreźnie i w Chociebużu. Ukończył studia inżynierskie i został asystentem naukowym w Katedrze Budowy Dróg w Chociebużu. W dniu 18 lutego 2007 r. Goldschmidt wygrał w drugiej turze z kandydatem Linkspartei.PDS i został nowym burmistrzem Forst.
W 2009 r. uzyskał stopień doktora na Uniwersytecie Technicznym w Berlinie. Pod koniec lipca 2011 r. portal VroniPlag opublikował krytyczną dyskusję na temat jego rozprawy. Zgodnie z dokumentacją plagiat dotyczył ponad 140 stron, czyli ponad 30% stron dzieła. Komitet doktorancki doszedł do wniosku, że „naukowej jakości rozprawy nie można kwestionować”. Znaleziono tylko „braki w cytowaniu”, które należy uzupełnić poprzez przedłożenie w ciągu sześciu miesięcy dysertacji z poprawnym cytowaniem. Jürgen Goldschmidt nie spełnił wymagań uniwersytetu. W dniu 7 maja 2015 r. zrezygnował ze stopnia doktora.